# سازند تله‌زنگ
سازند تله‌زنگ یکی سازندهای زمین‌شناسی زاگرس است که نام آن از ایستگاه راه‌آهن تله‌زنگ در استان لرستان گرفته شده است. برش الگوی این سازند در تنگ دو، واقع در جنوب باختری ایستگاه تله‌زنگ (بین اندیمشک و دورود) با ضخامت ۱۷۶ متر مطالعه شده است. این سازند شامل آهک‌های دانه متوسط تا بزرگ به رنگ خاکستری تا قهوه‌ای رنگ و سرشار از فسیل است. سازند تله زنگ یک فاسیس محلی است که فقط در منطقه لرستان دیده می‌شود.
سازند تله‌زنگ در کنتاکت زیرین با سازند امیران به طور هم‌شیب قرار داردو با سازند کشکان ظاهراً هم‌شیب است؛ ولی در برخی نقاط یک دگرشیبی فرسایشی خاطر نشان شده است که از نظر دیرینه‌شناسی قابل قبول به نظر نمی‌رسد. مجموعه فسیلی سازند تله‌زنگ سن آن را پالئوسن – ائوسن میانی نشان می‌دهد.